# Primitive Wars
Primitive Wars è un videogioco strategico che mescola l'era dei dinosauri col genere fantasy, sviluppato dalla Wizard Soft.
Il videogioco tratta delle vicende riguardanti i popoli dei Primitivi (un popolo apparentemente arretrato, ma dalle grandi abilità tecnologiche), degli Elfi (creature mistiche a conoscenza della magia), dei Tyrano (una razza di dinosauri evoluti) e dei Demoni (creature infernali e spietate).

## Fazioni
Le fazioni giocabili sono 4: i Primitivi, gli Elfi, i Tyrano e i Demoni.

### Unità
- Primitivi:
  - Costruttore: cittadini della razza
  - Powerman: fanteria standard dei Primitivi
  - Giant: Sorta di fanteria pesante, pur essendo debole nel corpo a corpo, è specializzato nel lanciare sassi, che possono colpire anche più bersagli
- Elfi:
- Tyrano:
  - Riptor: "cittadini" della razza
- Demoni:

### Edifici
- Primitivi:
  - Santuario: Il centro città dei Primitivi.
- Elfi:
- Tyrano:
- Demoni: